# Kaoh Soutin
Kaoh Soutin är ett distrikt i Kambodja.   Det ligger i provinsen Kampong Cham, i den centrala delen av landet, 60 km nordost om huvudstaden Phnom Penh.